# Ischyromys

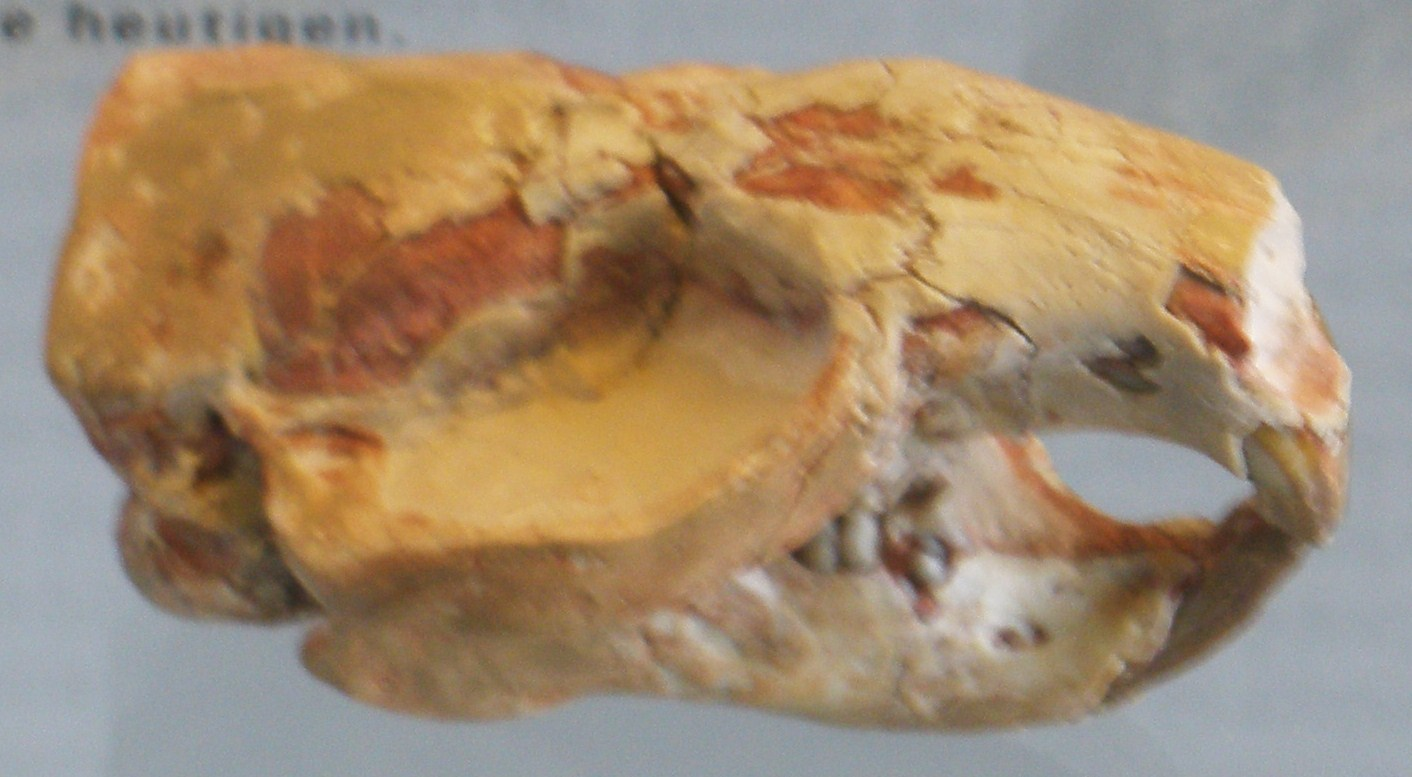
Cranio di Ischyromys.

L'ischiromio (gen. Ischyromys) è un roditore estinto, vissuto tra l'Eocene inferiore e l'Oligocene inferiore (50 - 30 milioni di anni fa) in Nordamerica.

## Descrizione
L'aspetto di questo animale era piuttosto simile a quello di uno scoiattolo; le proporzioni del corpo, in generale, assomigliavano a quelle di un cane della prateria (gen. Cynomys), ma la coda era più lunga e robusta, forse ancor più che negli scoiattoli o nell'affine Paramys. Gli incisivi erano già ben sviluppati come quelli degli odierni roditori, mentre le zampe posteriori erano più lunghe di quelle anteriori. La taglia era notevole, e poteva raggiungere i 60 centimetri di lunghezza (coda compresa).
Il cranio era meno appiattito e grande di quello del castoro di montagna (Aplodontia rufa); le due creste temporali si univano nella parte posteriore delle orbite per formare una lunga cresta sagittale. Il forame suborbitale era di tipo primitivo, così come le arcate zigomatiche,  la cui superficie ventrale era allargata. Le bolle timpaniche erano grandi e rigonfie.

## Classificazione
L'ischiromio (il cui nome significa "topo forte") è uno dei roditori più antichi e primitivi che si conoscano, e appartiene all'arcaico gruppo dei protrogomorfi (Protrogomorpha) attualmente rappresentato dal solo castoro di montagna. La famiglia degli ischiromiidi (Ischyromyidae) comprende altre forme piuttosto note come Titanotheriomys, Paramys, Paracitellus, Ailuravus, Franimys, Acritoparamys e Microparamys. Il genere Ischyromys venne descritto per la prima volta nel 1856 da Joseph Leidy. Le specie più note di ischiromio erano Ischyromys typus (la specie tipo) e I. parvidens.

## Stile di vita
A differenza di gran parte dei mammiferi coevi, l'ischiromio doveva essere un animale arboricolo. Le sue zampe munite di artigli erano ben adattate alla vita sugli alberi, e l'animale doveva essere un ottimo arrampicatore. È possibile che l'ischiromio e i suoi parenti siano stati gli attori di una competizione evolutiva con i primati plesiadapiformi, simili a roditori, che alla fine si estinsero lasciando campo libero ai veri roditori.